# Tulku Urgyen Rinpoché
Tulku Urgyen Rinpoché (tibétain : སྤྲུལ་སྐུ་ཨོ་རྒྱན་རིན་པོ་ཆེ་ ; wylie : Sprul-sku O-rgyan Rin-po-che ; 1920-1996) était un grand maître du Bouddhisme tibétain né dans le Kham, Tibet oriental, et décédé au Népal.

## Biographie
Tulku Urgyen Rinpoché est né au Tibet oriental en 1920. Il fut reconnu par le 15e Karmapa comme réincarnation de Guru Chöwang Tulku. Le 1er Guru Chöwang (1212-1270) était une émanation de Nubchen Sangye Yeshé, disciple de Padmasambhava, et l'un des 5 tertöns principaux, révélateurs des termas.
Lachab Gompa, monastère principal de Tulku Urgyen était situé à Nangchen, région du Kham incorporé à la province du Qinghai. C'est là qu'il reçut des enseignements des lignées Nyingma et Kagyu. Il a notamment reçu les enseignements des 3 grands maîtres précurseur du Rimé au XVIIIe siècle : Chogyur Lingpa, Jamyang Khyentse Wangpo et Jamgon Kongtrul Lodrö Taye, ainsi que le Chokling Tersar.
Les Karmapas et les Tulku Urgyen Rinpoché ont échangé des enseignements dès l'époque du 14e Karmapa qui reçut les termas de Chogyur Lingpa en personne. Tulku Samten Gyatso, petit-fils de Chogyur Lingpa et lama-racine de Tulku Urgyen, les transmit au 15e Karmapa. Le 16e Karmapa, reçut le Chokling Tersar de Tulku Urgyen Rinpoché.
La descendance de Tulku Urgyen Rinpoché comprend plusieurs Tulkou éminents: Chökyi Nyima Rinpoché, Chokling Rinpoché, puis d'un second mariage Tsoknyi Rinpoché et Yongey Mingyour Rinpoché. Il est aussi par son fils Chokling le grand-père de Phakchok Rinpoché et de la nouvelle incarnation de Dilgo Khyentsé Rinpoché.
Tulku Urgyen Rinpoché qui a établi 6 monastères dans la région de Kathmandou, dont un à Bodhnath près du grand stupa, vivait dans l'ermitage de Nagi Gompa sur le mont Shivapuri au nord de Kathmandou.
En 1980, accompagné de son fils Chökyi Nyima Rinpoché, Tulku Urgyen Rinpoché transmit des enseignements en Europe, aux États-Unis et en Asie du sud-est, sur le Dzogchen et le Mahamudra.
Tulku Urgyen Rinpoché est mort au Népal, le 13 février 1996 dans son monastère de Nagi Gompa.

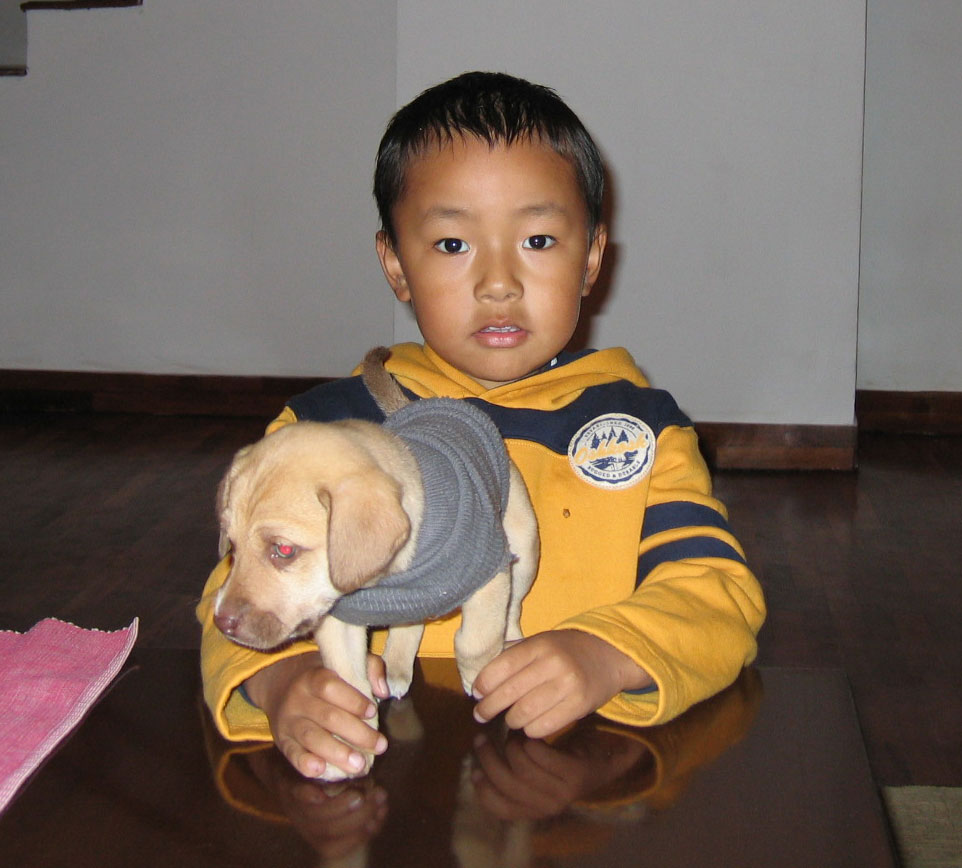
Yangsi Urgyen Rinpoché

## La nouvelle incarnation de Tulku Urgyen Rinpoché
Urgyen Jigmey Rabsel, né aux États-Unis en août 2001, fils de Neten Chokling Rinpoché et de son épouse Tenzing Choyang Gyari, a été reconnu comme réincarnation de Tulku Urgyen Rinpoché en 2006, par Trulshik Rinpoché. Il réside avec ses parents au monastère de Neten Chokling Rinpoché à Bir en Inde.
En mars 2006, Chokyi Nyima Rinpoché, Tsikey Chokling Rinpoché et Phakchok Rinpoché ont rendu visite au Yangsi Urgyen Rinpoché et à ses parents en Inde pour accomplir les cérémonies d'usage.
En novembre 2008, il a été intronisé en présence de très nombreux maîtres renommés du bouddhisme tibétain.

## Œuvres
- Repeating the Words of the Buddha, éditions Rangjung Yeshé Publications
- Rainbow painting, éditions Rangjung Yeshé Publications
- As It Is, éditions Rangjung Yeshé Publications
- Vajra Speech, éditions Rangjung Yeshé Publications
- Blazing Splendor, éditions Rangjung Yeshé Publications
- Instructions du Cœur, la quintessence des enseignements Dzogchen, Editions Almora  décembre 2022